# Port de Blankenberge
El Port de Blankenberge és un antic port pesquer transformat en port esportiu al Mar del Nord a Blankenberge a Bèlgica.

## Port pesquer (1871-1944)

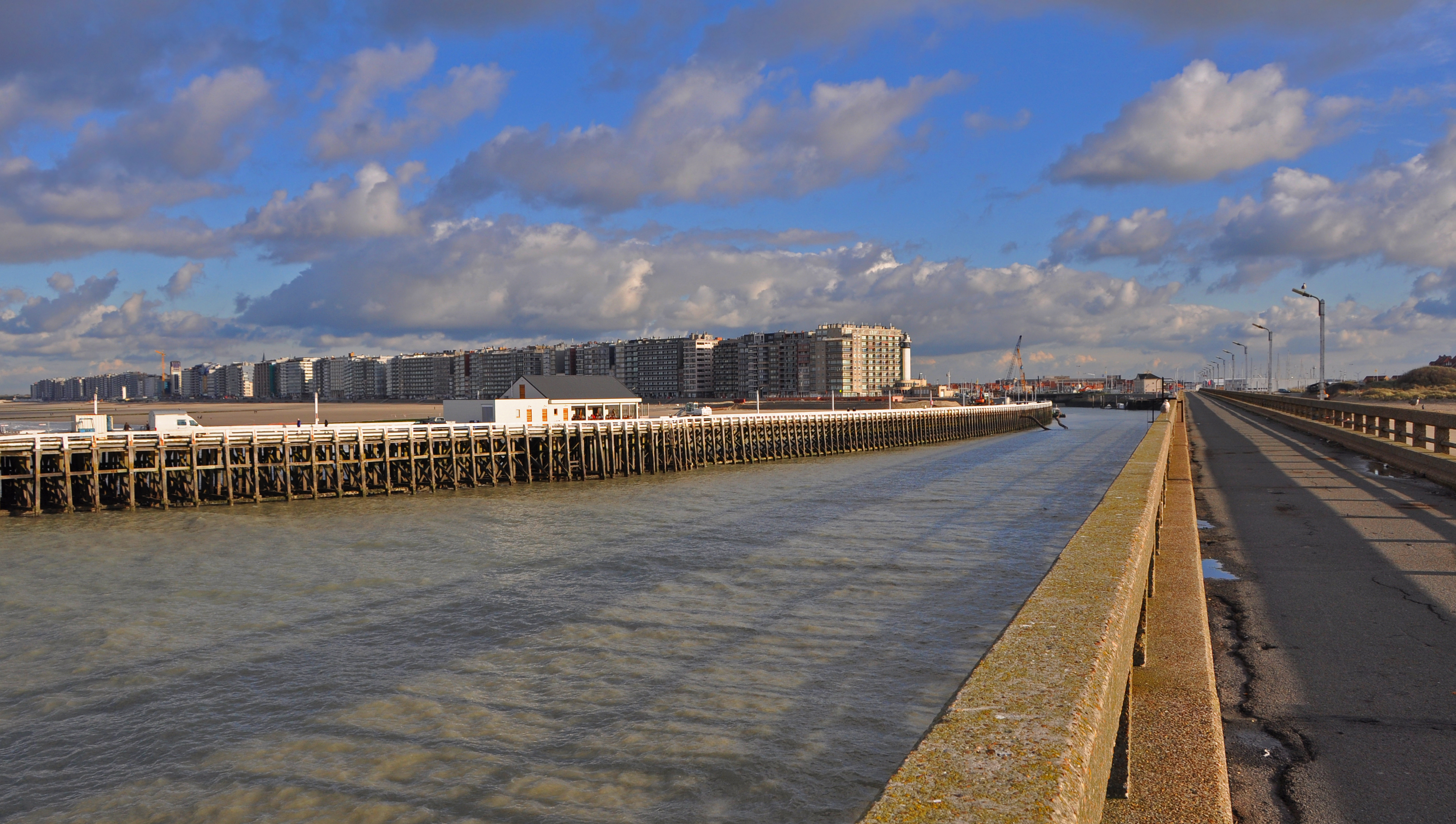
El frau del port

Durant segles, la pesca va ser l'activitat econòmica més important de la petita ciutat de Blankenberge, sense tenir un port veritable. Ja al segle xvii, els ciutadans van adreçar una sol·licitud a l'arxiduquessa d'Àustria i comtessa de Flandes, Maria Teresa, per a obtenir una dàrsena de debò. La comtessa no va pas respondre a la requesta. Finalment, el 1862 l'obra va començar i el 1871 es vainaugurar el port pesquer, situat a l'embocadura del canal Blankenbergse Vaart.
La infraestructura es declinava en dues parts: la dàrsena i un spuikom, un dipòsit que s'omple a plenamar i que es buida a baixamar per tal de desensorrar el frau dues vegades per dia.
El port mai no va funcionar ben bé: era difícil sortir amb vent de l'oest i li mancava profunditat per embarcacions a quilla. El 1913 hi havia un projecte d'eixamplar-lo, però la Primera Guerra Mundial va interferir i després tampoc va realitzar-se per manca de pressupost. L'ocàs continuà: la flota va baixar des de 41 vaixells el 1928 fins a 20 el 1937. El 1944, l'ocupant alemany va anorrear completament el port. Això va ser la fi de l'era de la pesca a Blankenberge.

## Port esportiu (des 1955)

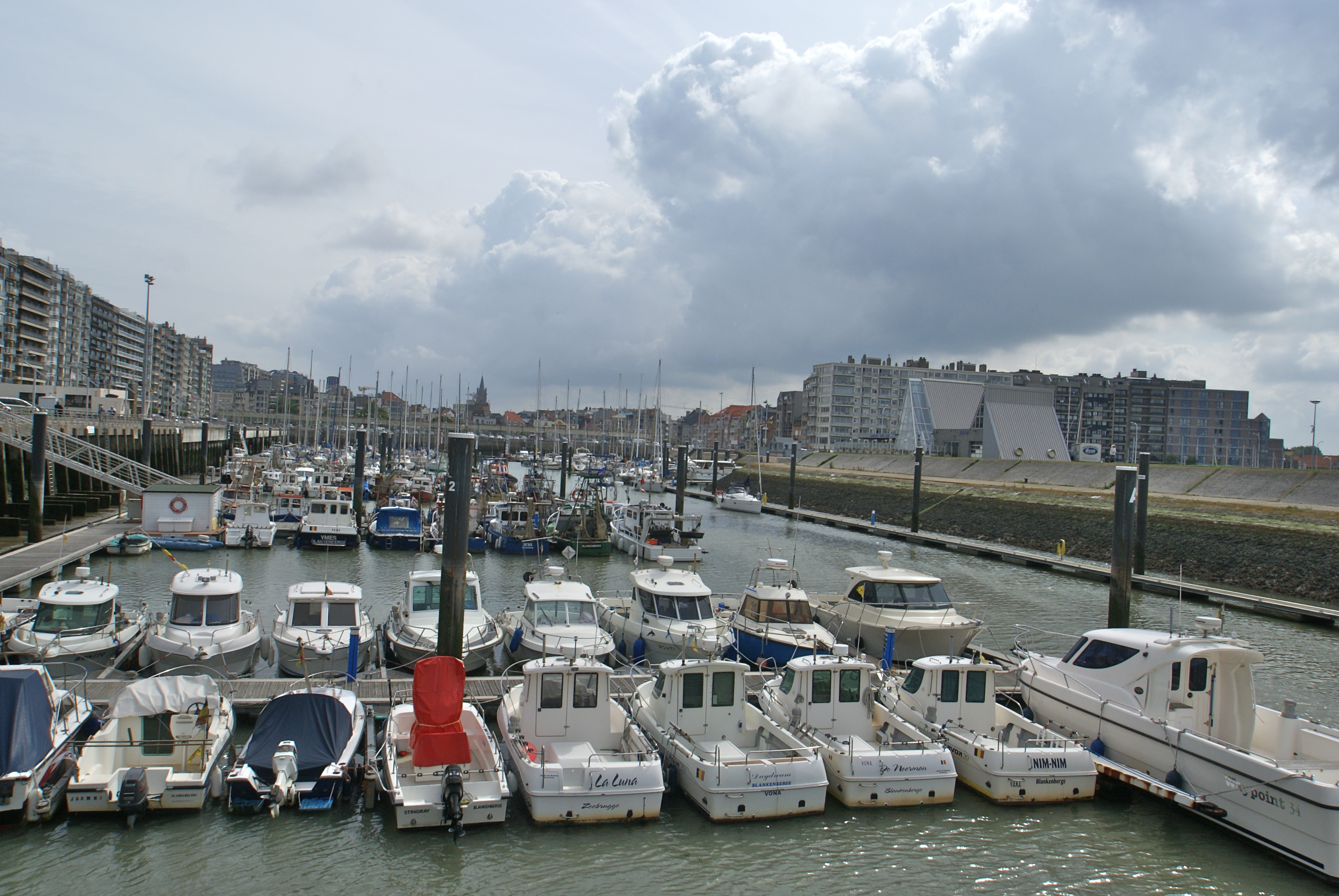
El primer port esportiu
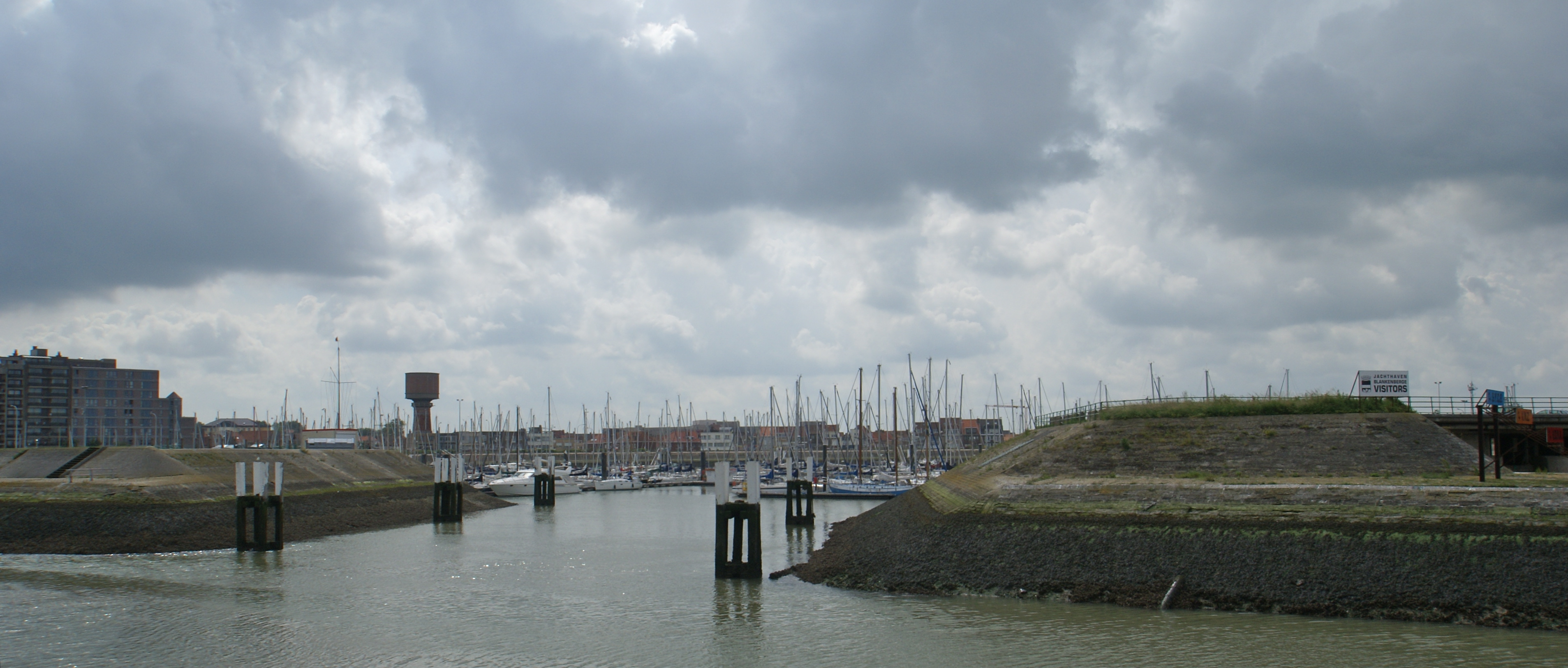
Entrada de l'antic dipòsit – Eixample del port
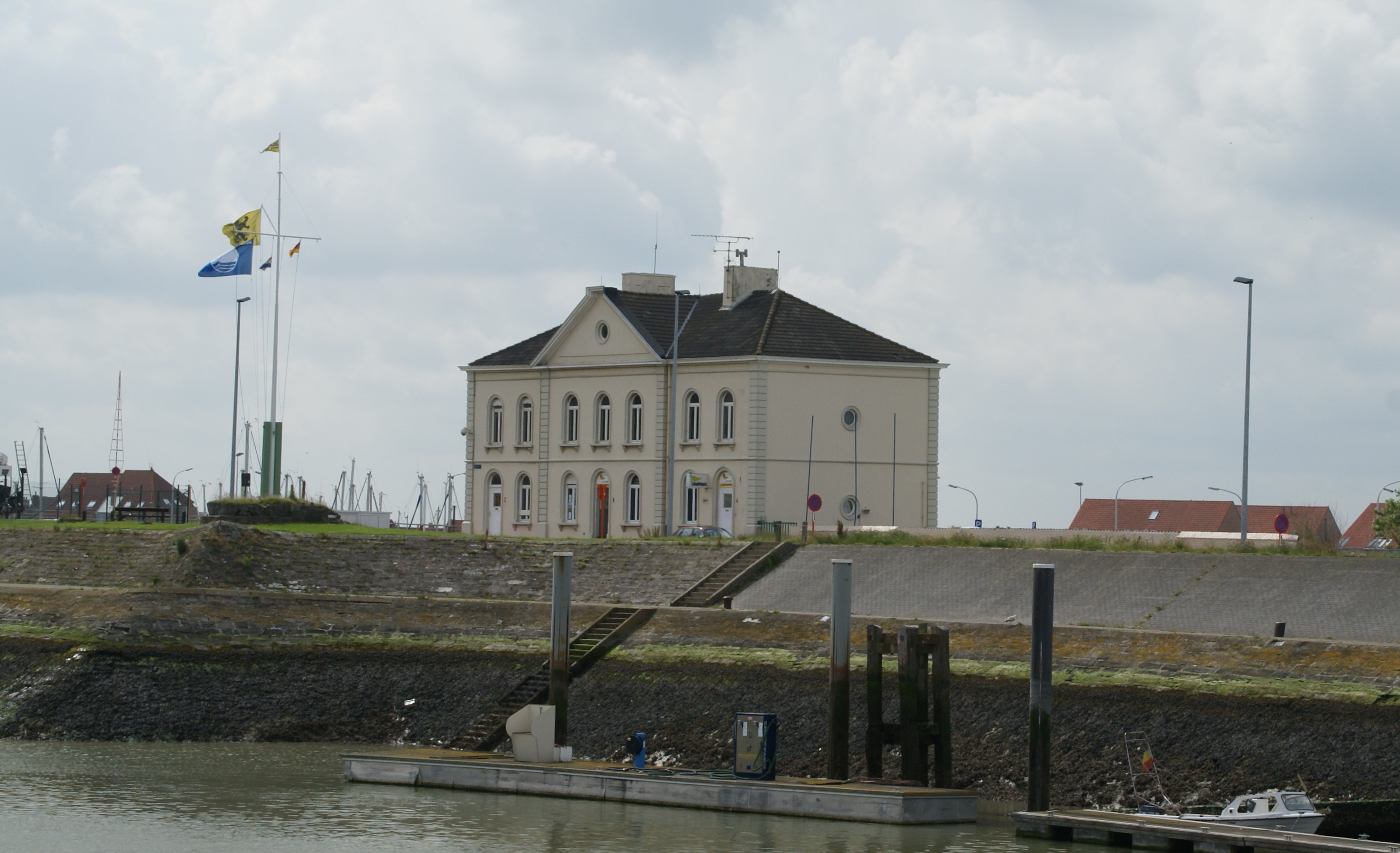
Capitania

A l'inici dels anys 50 del segle passat, la idea de crear un port esportiu va anar creixent. Al 9 de juliol de 1955, el port va inaugurar-se. Aviat el port va saturar-se i va projectar-se de transformar la conca del dipòsit en dàrsena. L'eixample, inaugurat al 21 de juny de 1980 va augmentar la capacitat fins a 750 embarcacions. Un tercer eixample i una remodelació urbanística dels entorns del port va inaugurar-se al 21 de maig de 2004. El port modernitzat té una capacitat total de mil embarcacions.